# Π-układ
π-układ – rodzina zbiorów zamknięta na branie skończonych przekrojów. Formalnie: rodzina zbiorów {\displaystyle {\mathcal {H}}} jest π-układem wtedy i tylko wtedy, gdy:
{\displaystyle A,B\in {\mathcal {H}}\implies A\cap B\in {\mathcal {H}}.}
Takie rodziny stosuje się przede wszystkim w teoriach mnogości, miary i prawdopodobieństwa.

## Przykłady
- Dowolna σ-algebra jest π-układem.
- Rodzina wszystkich podzbiorów otwartych przestrzeni topologicznej stanowi π-układ.
- Rodziny przedziałów {\displaystyle \{(-\infty ,a]:a\in \mathbb {R} \}} oraz {\displaystyle \{(a,b]:a,b\in \mathbb {R} \}\cup \{\emptyset \}} stanowią π-układy podzbiorów prostej rzeczywistej {\displaystyle \mathbb {R} .}
- Jeśli {\displaystyle {\mathcal {H}}_{1}} jest π-układem podzbiorów {\displaystyle \Omega _{1},} a {\displaystyle {\mathcal {H}}_{2}} jest π-układem podzbiorów {\displaystyle \Omega _{2},} to {\displaystyle {\mathcal {H}}_{1}\otimes {\mathcal {H}}_{2}=\{A_{1}\times A_{2}:A_{1}\in {\mathcal {H}}_{1},A_{2}\in {\mathcal {H}}_{2}\}} jest π-układem podzbiorów produktu kartezjańskiego {\displaystyle \Omega _{1}\times \Omega _{2}.}